# 20. veljače
20. veljače (20. 2.) 51. je dan godine po gregorijanskom kalendaru.
Do kraja godine ima još 314 dana (315 u prijestupnoj godini).

## Događaji
- 1935. – Vrbske žrtve; režim Kraljevine Jugoslavije mučki ubio hrvatske seljake iz Gornje Vrbe i Ruščiće u Slavonskom Brodu
- 1951. – Meteorit težak 1,9 kg pao je u Molunatu, 40 km od Dubrovnika. Dobio je službeni naziv "Dubrovnik".
- 1960. – The Rocking Kings sviraju s tada 17-godišnjim gitaristom Jamesom Marshallom Hendrixom (kasnije poznat kao Jimi), u njegovu rodnom gradu Seattleu u Washington Hallu. Jimi svira na svojoj prvoj gitari Supro Ozark.
- 1986. – Silvio Berlusconi kupio talijanski nogometni klub AC Milan

| - 1844. – Ludwig Boltzmann, njemački fizičar († 1906.) - 1876. – Oskar Aleksander, hrvatski slikar († 1953.) - 1898. – Ante Ciliga – hrvatski političar, ljevičarski revolucionar, komunistički/sovjetski disident, novinar i publicist († 1992.) - 1902. – Ansel Adams, američki fotograf, pisac i pijanist († 1984.) - 1918. – Ben Klassen, američki kreativist i izumitelj († 1993.) - 1925. – Robert Altman, američki redatelj, scenarist i producent († 2006.) - 1927. – Sidney Poitier, američki glumac, producent i pisac - 1941. – Alexander Gauland, njemački pravnik, publicist i političar - 1945. – Mato Crkvenac, hrvatski ekonomist i političar - 1951. – Gordon Brown, britanski političar i premijer - 1951. – Eva Rueber-Staier, austrijska glumica, TV voditeljica i model, miss svijeta 1969. godine - 1963. – Charles Barkley, američki košarkaš - 1966. – Cindy Crawford, američki model i glumica - 1966. – Perica Bukić, hrvatski vaterpolist i političar - 1967. – Kurt Cobain, američki pjevač (Nirvana) († 1994.) - 1969. – Siniša Mihajlović, srpski nogometaš i trener († 2022.) - 1971. – Ana Barbić Katičić, hrvatska pravnica i likovna umjetnica - 1975. – Brian Littrell, američki pjevač (Backstreet Boys) - 1978. – Lauren Ambrose, američka glumica - 1988. – Rihanna, barbadoška pjevačica i model - 1988. – Tihana Nemčić Bojić, hrvatska nogometašica i trenerica - 2003. – Olivia Rodrigo, američka glumica, pjevačica i kantautorica | - 1790. – Josip II., njemačko-rimski car, ugarsko-hrvatski kralj (* 1741.) - 1955. – Albert Botteri, hrvatski oftalmolog, dopisni član HAZU (* 1879.) - 1987. – Ivan Brkanović, hrvatski skladatelj (* 1906.) - 1920. – Jacinta Marto, portugalska katolička blaženica (* 1910.) - 1993. – Ferruccio Lamborghini, talijanski proizvođač automobila i traktora (* 1916.) - 2007. – Vladimir Mahovlić, hrvatski televizijski i radijski voditelj (* 1932.) |

## Blagdani i spomendani
- Leon Čudotvorac
- Svjetski dan socijalne pravde
- Međunarodni dan pušača lula

## Imendani
- Eleuterije
- Leon
- Lav
- Lea